# میگل گوتیرس (بازیکن فوتبال، زاده ۱۹۳۱)
میگل گوتیرس (اسپانیایی: Miguel Gutiérrez‎; ۷ مهٔ ۱۹۳۱ – ۱ فوریهٔ ۲۰۱۶) بازیکن فوتبال اهل مکزیک بود.
از باشگاه‌هایی که در آن بازی کرده‌است می‌توان به باشگاه فوتبال لئون اشاره کرد.
وی همچنین در تیم ملی فوتبال مکزیک بازی کرده‌است.